# Flappy
Flappy (フラッピー?) è un videogioco rompicapo sviluppato da dB-SOFT e pubblicato nel 1983 per FM-7. Il gioco è stato convertito per vari home computer, per la console Nintendo Entertainment System ed è stato distribuito nel 2007 per Wii tramite Virtual Console.

## Modalità di gioco
Flappy combina elementi di Sokoban e Boulder Dash.